# Francisco Arreaza Arreaza
Francisco (Frank) Arreaza Arreaza (nacido el 13 de marzo de 1935 en Aragua de Barcelona, Estado Anzoátegui, Venezuela, y fallecido el 11 de octubre de 1986 en San Mateo, Anzoátegui) fue un abogado y político venezolano que ocupó una variedad de cargos gubernamentales de relevancia durante la era democrática que se inició tras el derrocamiento de la dictadura de Marcos Pérez Jiménez en 1958.

## Reseña biográfica

### Origen
Francisco Arreaza Arreaza tuvo como padres a Aminta Arreaza Arreaza y Francisco Antonio Arreaza Matute, quien ejercía el oficio de agrimensor y era también criador de ganado vacuno. Sus padres eran primos lejanos y ambos procedían de Aragua de Barcelona, Estado Anzoátegui, cuna ancestral de la familia Arreaza en Venezuela desde mediados del siglo XVIII. Fue el tercer hijo y el único varón de entre cinco hermanos.
Durante el siglo XX, varios miembros de su familia ocuparon posiciones destacadas en la vida pública tanto de Anzoátegui como de Venezuela, entre ellos su tío Aurelio Arreaza Arreaza, presidente del Banco Central de Venezuela entre 1953 y 1958, su primo, el abogado y poeta José Tadeo Arreaza Calatrava, defensor de varias figuras de la disidencia a la dictadura de Juan Vicente Gómez y ganador del Premio Nacional de Literatura en 1965 y su también primo, Eleazar Arreaza Baéz, presidente del Consejo Legislativo de Aragua de Barcelona.

### Actividad política inicial
Tras obtener en 1957 el título de abogado en la Universidad Central de Venezuela, Francisco Arreaza Arreaza se afilió a inicios de 1958 al partido Unión Republicana Democrática (URD), segunda fuerza política de Venezuela para el momento. Allí militó al lado del líder histórico de la agrupación, Jóvito Villalba, y fue presidente de su sección juvenil, la entonces llamada Vanguardia Juvenil Urredista. 
Electo en 1958 como diputado suplente por URD a la cámara baja del Congreso de la República, en 1960 fue llamado a presidir, en el marco de la repartición de cuotas de poder establecida bajo el denominado Pacto de Puntofijo, el Concejo Municipal del Distrito Sucre del Estado Miranda. Esta entidad administrativa del este de Caracas agrupaba para ese entonces a las actuales alcaldías de Sucre, Chacao, El Hatillo y Baruta; Arreaza tenía para el momento 25 años de edad y es aún hoy la persona más joven en haber detentado tal responsabilidad en esos municipios.
En tanto que presidente del Distrito Sucre, se opuso a la práctica populista propugnada por diversos partidos de tolerar la ocupación ilegal de terrenos municipales con el fin de obtener votos, oposición que le supuso la pérdida del apoyo de esos partidos en 1962.

### Renuncia a URD
Tras regresar a la Cámara de Diputados y culminar su período parlamentario en 1964, Frank Arreaza sirvió como Director de Correos e integrante de la Comisión de Legislación del Concejo Municipal de Caracas entre 1965 y 1966. Ocupaba ambos cargos cuando tuvo lugar el proceso político que Jóvito Villalba organizó en abril de 1966 en contra del Secretario General de URD, Alirio Ugarte Pelayo, cuya creciente influencia en el seno del partido suponía un alto riesgo para las aspiraciones presidenciales de Villalba. La oposición de Arreaza a los argumentos espurios en contra de Ugarte Pelayo motivó su renuncia a URD y a sus cargos en el gobierno, y el cese momentáneo de sus actividades políticas a causa del veto impuesto sobre él por Villalba en el contexto de la coalición de Ancha Base sobre la cual se sostenía el gobierno de Raúl Leoni (1964-1969).
Dedicado temporalmente al ejercicio privado del derecho, aceptó en 1967 una plaza como profesor de sociología en la Universidad Central de Venezuela, cátedra por aquel entonces coordinada por el fundador del partido social-cristiano COPEI, Rafael Caldera. El contacto con Caldera le abrió las puertas a un nuevo ingreso en la política durante la primera presidencia de este último (1969-1974), en la cual ocupó los cargos de Director de Correos, director general del Ministerio de Comunicaciones, Presidente del Consejo Técnico Nacional de Telecomunicaciones y Gobernador del Estado Anzoátegui.

### Gobernador de Anzoátegui
Como Gobernador de Anzoátegui (1972-1974), a Frank Arreaza le correspondió iniciar las obras de movimiento de tierras para la construcción del Complejo Turístico El Morro, proyecto inicialmente propuesto por Pedro Camejo Octavio que en las décadas siguientes convertiría al eje Barcelona-Puerto La Cruz en uno de los principales polos turísticos de Venezuela.
Durante su permanencia al frente de la Gobernación, Francisco Arreaza también impulsó la realización de obras como el Palacio Legislativo del Estado Anzoátegui; el puente Monagas sobre el río Neverí; diversos trabajos de saneamiento en la capital anzoatiguense, Barcelona; la prolongación del Paseo Colón y la avenida Constitución en Puerto La Cruz; así como acueductos, plantas de tratamiento, escuelas, carreteras, plazas, centros culturales y otros trabajos de infraestructura en diversas localidades del estado.

### Senador de la República
Nuevamente dedicado al ejercicio de la abogacía durante la presidencia de Carlos Andrés Pérez (1974-1979), regresó una última vez a la política como senador suplente por Anzoátegui con COPEI durante la presidencia de Luis Herrera Campíns (1979-1984). En el Senado, fue miembro de la Comisión de Defensa que supervisó la adquisición por parte de Venezuela de la primera escuadrilla de cazabombarderos F-16 exportada por Estados Unidos a un país latinoamericano, y también dirigió el grupo de trabajo que en 1983 redactó la primera revisión de la Ley Orgánica de las Fuerzas Armadas Nacionales (LOFAN) con el fin de estandarizar el funcionamiento de las fuerzas militares de Venezuela a lo largo de todos sus componentes.

### Fallecimiento
Francisco Arreaza Arreaza falleció en un accidente de tránsito ocurrido en las cercanías de San Mateo, Anzoátegui, mientras conducía su vieja camioneta pickup Ford F-150 entre Barcelona y su finca situada cerca de la población de Santa Ana, el 11 de octubre de 1986. Tenía 51 años.

## Vida personal
En 1959, Francisco Arreaza casó con Elsa Miranda García, hija del músico José Francisco Miranda, con quien tuvo cuatro hijos.

## Apoyo al deporte
Frank Arreaza formó parte del comité que en 1976 impulsó la creación del equipo profesional de baloncesto actualmente conocido como Marinos de Anzoátegui.